# Caney River
Il Caney River (lenape: Kènii Sipu) è un fiume degli Stati Uniti, affluente del Verdigris, lungo 290 km (180miglia). Il fiume fa parte del bacino idrografico del fiume Arkansas.
Il fiume nasce poco a nord di Grenola nella contea di Elk, nel Kansas sud-orientale, quindi fluisce in direzione sud attraverso la contea di Chautauqua, passa il confine con l'Oklahoma presso Elgin e prosegue in direzione sud-est attraversando le contee di Osage, Washington, Tulsa e Rogers dove confluisce nel Verdigris, poco a sud del lago Oologah,  fra le città di Collinsville e Claremore.
Il corso del fiume è sbarrato in Oklahoma presso Bowring, nella contea Osage, a formare il lago Hulah.